# Bjørn Nørgaard
 (16 avril 2017).

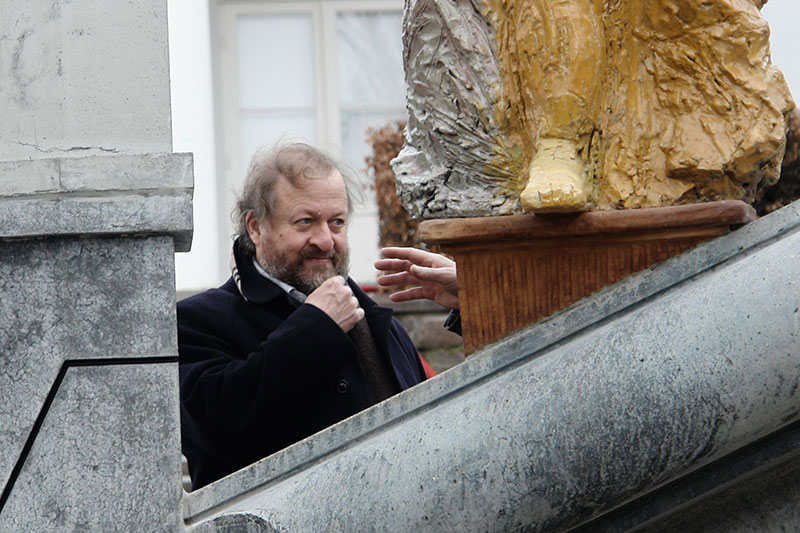
Bjørn Nørgaard au pied de sa sculpture Menneskemuren à Horsens en 2010.

Bjørn Nørgaard, né le 21 mai 1947 à Copenhague, est un sculpteur et artiste pluridisciplinaire danois.
Il a fortement influencé la scène artistique au Danemark à la fois par le biais de ses happenings et ses sculptures dans les villes danoises. Spécialisé dans la sculpture depuis 1970, il est également réputé pour sa conception des tapisseries de la Reine Margrethe II. Bjørn Nørgaard a été professeur à l'Académie royale des beaux-arts du Danemark de 1985 à 1994. Son atelier principal est dans le village de Bissinge sur l'île de Møn.

## Un artiste polyvalent
Bjørn Nørgaard étudie dans les années 1960 à l'École d'art expérimental de Copenhague où, en 1964, il entre en contact avec des artistes tels que Per Kirkeby et Richard Winther. Influencé par le performeur allemand Joseph Beuys, il a été impliqué dans les travaux collaboratifs et des événements.
L'artiste est le doyen des quatre artistes danois retenus pour fournir les cartons des tapisseries commandées en 2018 pour les 750 ans du château de Koldinghus.

## Œuvres principales
Bjørn Nørgaard a été extrêmement actif depuis les années 1970, produisant une large sélection de sculptures et d'œuvres architecturales. 
- Gladsaxe Library : la première commission de Nørgaard, qu'il a reçue en 1979, était de décorer la bibliothèque Gladsaxe récemment terminée juste à l'extérieur de Copenhague.
- Human Wall.
- Thor's Tower.
- Tapisseries de Margrethe II.
- City Gate, Randers.
- Hans Tausen.
- Burghers of Holstebro.
- Bispebjerg Bakke.

## Expositions
- Statens Museum for Kunst : Venus mirrors mirrors Venus (2005)[4].
- Køge Art Museum : Sketches for Queen Margrethe's tapestries[5].
- Chemnitz, Germany (2009) : Bjørn Nørgaard — Kunstsamlungen Chemnitz[6].
- Statens Museum for Kunst : Re-modelling the World (2010)[7].